# 菱田嘉明
菱田 嘉明（ひしだ よしあき、1943年（昭和18年）7月11日 - 2020年（令和2年）8月26日）は日本の政治家。衆議院議員（1期）、京都府八幡市長（2期）。位階は従五位。

## 経歴
京都府立城南高等学校及び京都大学卒業、丸紅東京本社、山城青年会議所理事長や日本青年会議所京都ブロック副会長を歴任。
京都府議会議員を1983年4月から3期務めた。
1993年、八幡市長の西村正男が死去。これに伴って同年12月26日に行われた八幡市長選挙に立候補し初当選した。1997年に再選。
2000年2月6日、市長を辞職。同年6月の第42回衆議院議員総選挙に京都6区から自民党公認で出馬し初当選。野中広務幹事長と同じ平成研、院内では国土交通委員会や環境委員会に属す。
2003年11月第43回衆議院議員総選挙で、民主党比例代表現職山井和則に敗れ比例復活もならず落選、引退。
2013年秋の叙勲で地方自治功労により旭日小綬章を受章。
2020年8月26日、多臓器不全のため京都市内の病院で死去。77歳没。死没日をもって従五位に叙される。